# Skiskydning World Cup 2010-11
Skiskydning World Cup'en 2010-11 var en sæson af skiskydning,som blev organiseret af Den Internationale Skiskydningsunion.Sæsonen startede d. 29 november 2010 i Östersund, Sverige og sluttede d. 20 marts 2011 i Holmenkollen, Norge.

## Kalender
Kalender for IBU World Cup i 2010–11 sæsonen.
| By                 | Dato           | Sprint | Jagtstart | Fællesstart | Individuel | Stafet | Mixed Stafet | Detaljer            |
| ------------------ | -------------- | ------ | --------- | ----------- | ---------- | ------ | ------------ | ------------------- |
| Östersund          | 1–5 december   | ●      | ●         |             | ●          |        |              | details             |
| Hochfilzen         | 10–12 december | ●      | ●         |             |            | ●      |              | details             |
| Pokljuka           | 16–19 december | ●      |           |             | ●          |        | ●            | details             |
| Oberhof            | 5–9 januar     | ●      |           | ●           |            | ●      |              | details             |
| Ruhpolding         | 12–16 januar   | ●      | ●         |             | ●          |        |              | details             |
| Antholz-Anterselva | 20–23 januar   | ●      |           | ●           |            | ●      |              | details             |
| Presque Isle       | 4–6 februar    | ●      | ●         |             |            |        | ●            | details             |
| Fort Kent          | 10–13 februar  | ●      | ●         | ●           |            |        |              | details             |
| Khanty-Mansijsk    | 3–13 marts     | ●      | ●         | ●           | ●          | ●      | ●            | World Championships |
| Holmenkollen       | 17–20 marts    | ●      | ●         | ●           |            |        |              | details             |
| Total              | Total          | 10     | 7         | 5           | 4          | 4      | 3            |                     |

## References
1. ↑  "World Cup Schedule". Arkiveret fra originalen 24. oktober 2010. Hentet 16. januar 2014.

## External links
- IBU official site

|  | Denne artikel kan blive bedre, hvis der indsættes geografiske koordinater Denne artikel omhandler et emne, som har en geografisk lokation. Du kan hjælpe ved at indsætte koordinater i wikidata. |

| Sport | Spire Denne artikel om sport er en spire som bør udbygges. Du er velkommen til at hjælpe Wikipedia ved at udvide den. |